# Mamia Dżikia
Mamia Dżikia (gruz. მამია ჯიქია, ros. Мамия Джикия, Mamija Dżikija; ur. 11 grudnia 1975 w Poti) – gruziński piłkarz występujący na pozycji pomocnika, reprezentant Gruzji w latach 2002–2004.

## Kariera klubowa
Większą część swojej kariery spędził w Polsce, gdzie reprezentował barwy takich klubów jak Ruch Chorzów, Amica Wronki, Wisła Płock i ŁKS Łódź. Oprócz tego występował także w austriackim LASK Linz oraz gruzińskich zespołach SK Zugdidi-91, Odiszi Zugdidi i Szewardeni-1906 Tbilisi. Po ośmioletniej przerwie w grze w 2016 roku został członkiem amatorskiego klubu Unia Kosztowy. W 2018 roku zakończył grę w tymże klubie i przeszedł do GKS Rozbark. Po sezonie 2018/19 definitywnie zakończył grę w piłkę nożną.

## Kariera reprezentacyjna
21 sierpnia 2002 zadebiutował w reprezentacji Gruzji w towarzyskim meczu z Turcją w Trabzonie (0:3). Ogółem w latach 2002–2004 rozegrał w drużynie narodowej 3 spotkania, nie zdobył żadnej bramki.

## Życie prywatne
Jego syn Saba (ur. 1999) również jest piłkarzem.